# Прапор Губкова
Прапор Губкова — офіційний символ села Губків, Рівненського району Рівненської області, затверджений 14 квітня 1998 р. рішенням сесії Губківської сільської ради. 
Автори — А. Гречило та Ю. Терлецький.

## Опис
Квадратне полотнище; на синьому тлі жовтий сокіл із розпростертими крильми на білому замку, обабіч — по жовтій шестипроменевій зірці.

## Значення символів
Сокіл на замку свідчить про роль Губкова як укріпленого поселення, а дві зірки є символами вічності й означають відродження містечка після нищівних ворожих нападів.